# Castell de Bash Tapia
El castell de Bash Tapia, en àrab باشطابيا, també conegut pel nom de fortalesa Bashtabiya, fortalesa Bash Tapia o fortalesa Pashtabia, fou una fortalesa militar del segle xii construïda sobre el marge dret del riu Tigris, que formava part del recinte històric de la ciutat de Mossul, a l'Iraq. Fou edificat junt amb altres sis fortaleses, i constitueixen totes alhora el recinte emmurallat de Mossul; el 1393 fou danyat pel conqueridor turcomongol Tamerlà, però es va reconstruir més tard sota l'Imperi otomà. El castell jugà un important paper en el setge de Mossul durant la Guerra persootomana de 1743 a 1746; el setge s'inicià quan el xa de Pèrsia, Nàdir-Xah Afxar, atacà la ciutat. El paixà de Mossul, Hajji Hossein Al Jalili, va defensar la ciutat amb èxit i el setge fou llevat el 23 d'octubre del mateix any.
Les ruïnes de la fortalesa eren, fins al 2015, un important jaciment arqueològic i un dels últims vestigis del recinte emmurallat de la ciutat. Reconegut com un símbol de Mossul, el castell també era un lloc turístic destacable; això no obstant, el seu manteniment fou abandonat arran de la invasió de l'Iraq, el 2003. La ciutat de Mossul va ser presa per l'Estat Islàmic el 10 de juny de 2014; el 10 de juliol, un míssil va colpejar les parets del castell i el va danyar, mentre que un avió no tripulat va disparar-li dos projectils el 23 de juliol. Segons els informes del Ministeri Iraquià de Turisme, la fortalesa fou enderrocada del tot per l'ISIL l'abril de 2015, dins l'onada de destrucció dels llocs culturals històrics de les zones controlades pel grup armat.